# Odem (Teksas)
Odem je grad u američkoj saveznoj državi Teksas. Prema popisu stanovništva iz 2010. u njemu je živjelo 2.389 stanovnika.